# 窯業系サイディング材
窯業系サイディング材（ようぎょうけいサイディングざい）は、セメントと木質系成分を混合して製造される人工の乾式工法の外壁材である。
「窯業」とは陶磁器などのように高温の炉で鉱物などの無機質素材を溶融して固めた、タイルなどを生産する業種のことをいう。ところが窯業系サイディング材は有機物を混合したものであって高温焼結しておらず、窯業製品ではない。つまり窯業系サイディングとは「窯業に携わっている製造メーカーが生産したサイディング」という意味に過ぎず、窯業製品ではない。この点において窯業系サイディング材とは誤解を招く極めて不適切な呼称である。

## 概要
セメント系の素材強度と木質系の特性である断熱性を最大限生かした上で表層部のガラス質のコーティングで耐久性も確保した人造外壁材である。しかし、耐候性や耐光性は有機系の塗装やコーティングを上回るものではなく、何年かの間隔で再塗装が必要なので、他の壁材に比べて維持費用が低いというわけではない。
一般的には煉瓦風や石造風等の欧米のクラシックな住宅の外観を模したデザインが施されているが、生産時に色調に変化を持たせたものは再塗装時に単一の平板的な外観に変わってしまうことがある。
サイディングには窯業系の他に金属系、樹脂系、木製などがあるが、防火性と施工の簡単さゆえに普及した窯業系サイディングが、戸建て住宅の外壁の7割以上を占めるようになった。
2008年の建築基準法改正により2010年より新築に12ｍｍ厚の使用が原則として禁止された。

## 標準規格、認定資格
建築材料としての窯業系サイディングの規格が日本工業規格のJIS A 5422に、外壁工事の標準仕様が日本建築学会の仕様書「JASS27 乾式外壁工事」にそれぞれ定められている。また、施工者の認定制度としては、厚生労働省認定のNYGサイディング施工士資格がある。

## 主要メーカー
- ニチハ（最大手。本社名古屋市・三井住友銀行系）
- ケイミュー（ 旧クボタ松下電工外装）（本社大阪市・クボタと松下電工（現 パナソニックエレクトリックワークス社）両社の外装材部門が合併）
- 旭トステム外装
- 神島化学工業（本社大阪市）

## かつてのメーカー
住宅着工戸数の低迷を受け、大手メーカーへの集約が進んだ。
- 新興産業（金属サイディングを広めた『さいでりあ』で有名。2003年に倒産。後に『株式会社さいでりあ』へ譲渡されたが、この会社も2021年に倒産）
- 三井木材工業（三井物産系であったが、三井住友銀行の仲介でニチハへ営業譲渡し清算）
- 大建工業（大阪市・事業交換によりニチハに生産設備・営業権を譲渡[7]）
- クボタ（松下電工の外装材部門と合併しクボタ松下電工外装へ統合）
- 住金FRC（尼崎市・住友金属工業系であったが、三井住友銀行の仲介でニチハへ営業譲渡）